# Die Eroberung der Mitte
Die Eroberung der Mitte ist ein deutscher Spielfilm von Robert Bramkamp, der 1995 auf dem Filmfestival Max Ophüls Preis uraufgeführt wurde und im Forum der Berlinale lief.

## Inhalt
Der geschäftstüchtige Psychotherapeut Mark Stroemer sucht nach immer neuen Methoden, die Nöte seiner Patienten gewinnbringend zu vermarkten. Neuerdings hat er sich von der Gruppentherapie auf die Therapie möglichst spektakulärer Einzelfälle verlegt. Seine Assistentin Wolke Donner erhält von ihm entgegen der gebotenen Schweigepflicht Einsicht in die Therapietagebücher, aus denen nun ganze Abschnitte in reißerischer Ratgeberliteratur landen.
Was Stroemer nicht weiß: Wolke Donner ist selbst eine seiner ehemaligen Patientinnen, die darauf aus ist, sich an ihm zu rächen. Sie stachelt ihn zu immer riskanteren Manövern an. In Zusammenarbeit mit Dr. Lang, der dem therapiesüchtigen Makler Jacoby mit gefälschten CT-Aufnahmen eine Tumorerkrankung diagnostiziert, kann Stroemer überraschenderweise beweisen, dass er sogar Krebspatienten heilen kann. Damit weckt er auch das Interesse eines Versicherungskonzerns.

## Produktion und Veröffentlichung
Robert Bramkamp drehte seinen zweiten Langfilm nach Gelbe Sorte (1987) von August bis Oktober 1993 in Hamburg mit einem täglichen Pensum von 4 Filmminuten. Er produzierte den Film wie alle seine Filme selbst, in diesem Fall in Koproduktion mit Stefan Schubert und Ralph Schwingel von der Hamburger Produktionsfirma Wüste Film und Premiere (TV). Das Budget betrug mit Förderungen der Bundesländer Hessen, Hamburg, Nordrhein-Westfalen und Mecklenburg-Vorpommern rund 480 000 D-Mark.
Laut Bramkamp ist die Nicht-Beteiligung eines öffentlich-rechtlichen Fernsehsenders auf ein Phänomen zurückzuführen, das er selbst als Retrorealismus bzw. Tatort-Realität bezeichnet. Es herrsche nicht zuletzt durch die festgeschriebene Beteiligung deutscher Fernsehsender an der Filmproduktion ein „eindimensionales monolineares Wirklichkeitskonzept“, und damit ein Modell von Dramaturgie, das sich „wie eine Ameisenspur immer tiefer in das Feld der Möglichkeiten eingegraben hat, und da steht man heute am Rand und guckt runter und sieht, da unten ist ein Canyon entstanden.“ Im Falle von Die Eroberung der Mitte habe die damals neu eingesetzte Fernsehspielchefin des NDR dem Redakteur Eberhard Scharfenberg verboten, mit Bramkamp die bereits begonnene Arbeit am Drehbuch fortzusetzen.
Nach der Uraufführung auf dem Filmfestival Max Ophüls Preis 1995 wurde der Film unter anderem im Internationalen Forum des Jungen Films der Berlinale gezeigt. Am 10. August 1994 startete ihn der Hamburger Verleih Silver Cine mit 10 Kopien in den deutschen Kinos, am 14. Mai 1996 folgte die Erstausstrahlung auf Premiere (TV). Absolut Medien veröffentlichte den Film anschließend auf VHS. In den Folgejahren wurde der Film auf Werkschauen im Filmmuseum München, im Berliner Filmkunstkino Babylon und Filmclub 481 in Köln gezeigt. Die Streaming-Plattform Sooner bietet ihn als VoD an.
Alexander Kluge produzierte für seine dctp-Reihe 10 vor 11 eine Sendung mit Robert Bramkamp zu dem Film mit dem Titel Sklaventreiber der Seele, die am 24. April 1995 auf Sat.1 erstausgestrahlt wurde. 2008 erschien eine DVD, auf der auch ein 45-minütiges Interview von Georg Seeßlen und Markus Metz mit Robert Bramkamp veröffentlicht wurde. Sie war Teil einer Box-Edition mit 4 Filmen Bramkamps.
Im Rahmen des Förderprogramms Filmerbe § 9 Kuratorisches Interesse der Filmförderungsanstalt wurden 2021 für die Restaurierung und Digitalisierung von Die Eroberung der Mitte 40 000 € zur Verfügung gestellt.

## Rezeption
Für Olaf Möller von der taz ist der Film „erst einmal eine Komödie über den rasenden Psychofaschismus seiner Zeit: Therapeuten bauen Seelen um, normgerecht, die Grenzen zwischen Individualität und deren Imitation werden umso transparenter, je gläserner der Bürger werden soll. Heilung und Kontrolle liegen nahe beieinander“. Dorothea Schüler von Szene Hamburg lobt das Hauptdarsteller-Trio: „So gern man den Therapeuten-Schnösel auch einmal gegen den Schrank rennen ließe oder Wolke Donners ganzes Vergangenheitsgeheimnis sehen wollte, so wenig lassen sich Peter Lohmeyer (Stroemer), Karina Fallenstein (Wolke Donner) und John S. Mehnert (Jacoby) zu solchen Anschlägen auf ihre Charaktere hinreißen. Ihre Mittel sind andere: gekonnte, emotionale Fallrückzieher und komisch spröde Ablenkungsmanöver, sobald die (zahlreichen) Dialoge zu viel ausplaudern oder die Gefühle doch einmal los sein sollten, was nicht ausbleiben kann.“
Georg Seeßlen von epd Film entdeckt bei Bramkamp „eine filmische Bewegung, wie es sie im deutschen Film kaum gibt. […] dies ist der Beginn eines Kreisens der Diskurse, eines positiven Kreisens nach außen, das weder auf ein imaginäres Zentrum der Probleme noch gar auf den Mythos einer Lösung zusteuert, sondern vor allem in einer wundersamen, kosmischen und komischen Weiterung des Blicks besteht.“ Es werde immer deutlicher, „daß es die fundamentale Wahrheit nicht gibt, nicht einmal die des Körpers. Hinter dem Text wird nicht die Wirklichkeit, sondern immer nur ein anderer Text sichtbar“. Michael Girke vom Filmdienst stellt Seeßlens Deutung in Frage: „Stimmt diese Formel? Besagt sie nicht, die Substanz der Lebenswirklichkeit sei Text, und blendet somit die Welt der Gegenstände, Körper und Räume aus?“ Laut Girke, der Bramkamp auch im Sprechen „eine ozeanische Weitschweifigkeit“ bescheinigt, gelinge dessen Filmen mehr. Nämlich „das Körperliche und das Seelisch-Gedankliche als eine Wirklichkeit zu zeigen; lauter verborgene, überspielte oder unterdrückte Dimensionen des Realen gleichsam hereinzuholen, sie zur Erscheinung zu bringen und dadurch verarbeitbar zu machen.“
Für Manfred Hattendorf, ebenfalls vom Filmdienst, bezieht der Film Spannung und Witz „aus einer temporeichen Inszenierung und einem sich an Einfällen überschlagenden Drehbuch.“ Er resümiert: „Ein dialoglastiger Film mit guten darstellerischen Leistungen, dessen Versuch einer ‚ganzheitlichen Gesellschaftsanalyse‘ jedoch verpufft. Das ambitionierte intellektuelle Puzzle läßt sich im Kopf des Zuschauers nicht so recht zusammensetzen.“ Julia Kossmann meint in der taz, „dem Bilderwerk [ist] kaum zu folgen. [...] Was immer die zu erobernde Mitte war, sie bleibt unangetastet, zerfranst, verfahren.“ Die gegenteilige Rezeption beschreibt Carola Feddersen in der taz: „Das alles ist geistreich und komisch inszeniert durch eine Story, die ihre Helden nicht linear begleitet, sondern wie Hypertext funktioniert. Der Einstieg in die Charaktere und ihre Wahrnehmungen ist immer und überall möglich. Für Bramkamp gibt es genauso wenig die ‚Mitte‘ und die eine Wahrheit wie für die Therapiesüchtigen“. Alexander Kluge knüpft mit einer Diskussion über die Anwendung der „Regeln der menippeischen Satire im deutschen Film“ in seiner Programmankündigung an: „In dem neuesten Film von Robert Bramkamp Die Eroberung der Mitte geht es um wirkliche Tumore, Falschdiagnosen und allgemeine Hysterie. Zielgruppen des Witzes von Robert Bramkamp sind die Seelenärzte und Therapeuten: Sklaventreiber der Seele.“
Jan Distelmeyer von der taz findet, „über den deutschen Film zu sprechen – erst recht seit seinem gefeierten Boom –, ist eine traurige Angelegenheit. Umso angenehmer, von Ausnahmen und Besonderheiten zu reden, statt sich weiterhin über Wortmann-, Eichinger- und Vilsmayer-Produkte zu ärgern. Robert Bramkamps Die Eroberung der Mitte von 1994 ist so ein Sonderfall, der über seine Qualität zugleich die Trostlosigkeit des deutschen Mainstreams offenlegt. [...] Mit kluger und selbst-bewußter Distanz zu den Figuren handelt Die Eroberung der Mitte von Machtstrukturen und persönlichen Strategien – in der Liebe, bei der Therapie, im Versicherungskonzern und bei der deutschen Wiedervereinigung. Die Faszination geht so nicht von den einzelnen Akteuren, Figuren oder ihren Geschichten aus, sondern von ihren Verbindungen, über die Bramkamp neue Erzählweisen im deutschen Kino vorführt.“

## Trivia
Der Eröffnungs- und Schlusstitel des Films wurde von Robert Forster, einem der beiden Sänger der australischen Band The Go-Betweens zu Low-Budget-Bedingungen beigesteuert und begründete die spätere Zusammenarbeit mit Robert Bramkamp bei dem Film Prüfstand 7, für den Robert Forster – zunächst solo und im Film mit Begleitung des Filmorchesters Babelsberg – die letzte Seite von Thomas Pynchons Roman Die Enden der Parabel frei interpretierte. In Die Eroberung der Mitte bilden Girl to a World und Drop einen musikalischen Rahmen. Es gibt eine Version des Filmtrailers, die allein auf der Musik und den Lyrics von Girl to a World aus dem Album Calling from a Country Phone von Robert Forster basiert.
Die US-amerikanische Uraufführung erfolgte am 5. März 1996 am Pasadena Art Center College of Design in Los Angeles, wo Bramkamp anschließend einen Lehrauftrag erhielt in Zusammenarbeit mit Susanne Weirich für „Alternative Narrative Structures in Film and Art“.